# Мост Джорджа Вашингтона
Мост Джорджа Вашингтона (англ. George Washington Bridge) — автодорожный висячий мост через реку Гудзон в Нью-Йорке, США. Соединяет северную часть острова Манхэттен в городе Нью-Йорк и Форт-Ли в округе Берген в штате Нью-Джерси. Является частью автомагистрали I-95, а также шоссе US 1 и US 9.
Строительство началось в 1927 году, на момент строительства мост назывался англ. Hudson River Bridge («мост через реку Гудзон»), но к моменту открытия 24 октября 1931 года мост был переименован в честь первого президента США и национального героя Америки Джорджа Вашингтона. Это название мост сохранил по сей день.
С 1931 года по 1937 год этот мост был самым большим подвесным мостом в мире, пока в 1937 году не был построен мост «Золотые Ворота» в Сан-Франциско в штате Калифорния.
Общая длина моста 1450 м, длина подвесной части моста 1100 м, высота двух несущих опор 184 м, ширина моста 36 м. Сейчас этот мост занимает 14-е место в списке самых больших подвесных мостов мира и 3-е место в США после «Золотых Ворот» в Сан-Франциско и Верразано в Нью-Йорке.
Мост платный при движении из Нью-Джерси в Нью-Йорк, в обратную сторону проезд бесплатный. Со 2 декабря 2012 года базовая стоимость проезда — 13 долл. для легковых автомобилей и 15 долл. за ось для грузовых. Существуют различные скидки за использование транспондеров E-ZPass, за проезд в непиковое время и т. д. Движение грузовых автомобилей разрешено только по верхнему ярусу моста.

## Реконструкция
На момент открытия мост имел один уровень для движения транспорта в 6 полос, в 1946 году мост был реконструирован: было добавлено ещё две полосы. Однако это не решило проблемы с увеличивающимся транспортным потоком, и работы по реконструкции моста продолжились. 29 августа 1962 года был открыт нижний ярус моста в 6 полос, верхний уровень остался 8-полосным, и мост, таким образом, стал двухэтажным. На сегодня этот мост является самым большим в мире мостом по числу автомобильных транспортных потоков — 14 полос для движения.

## Галерея

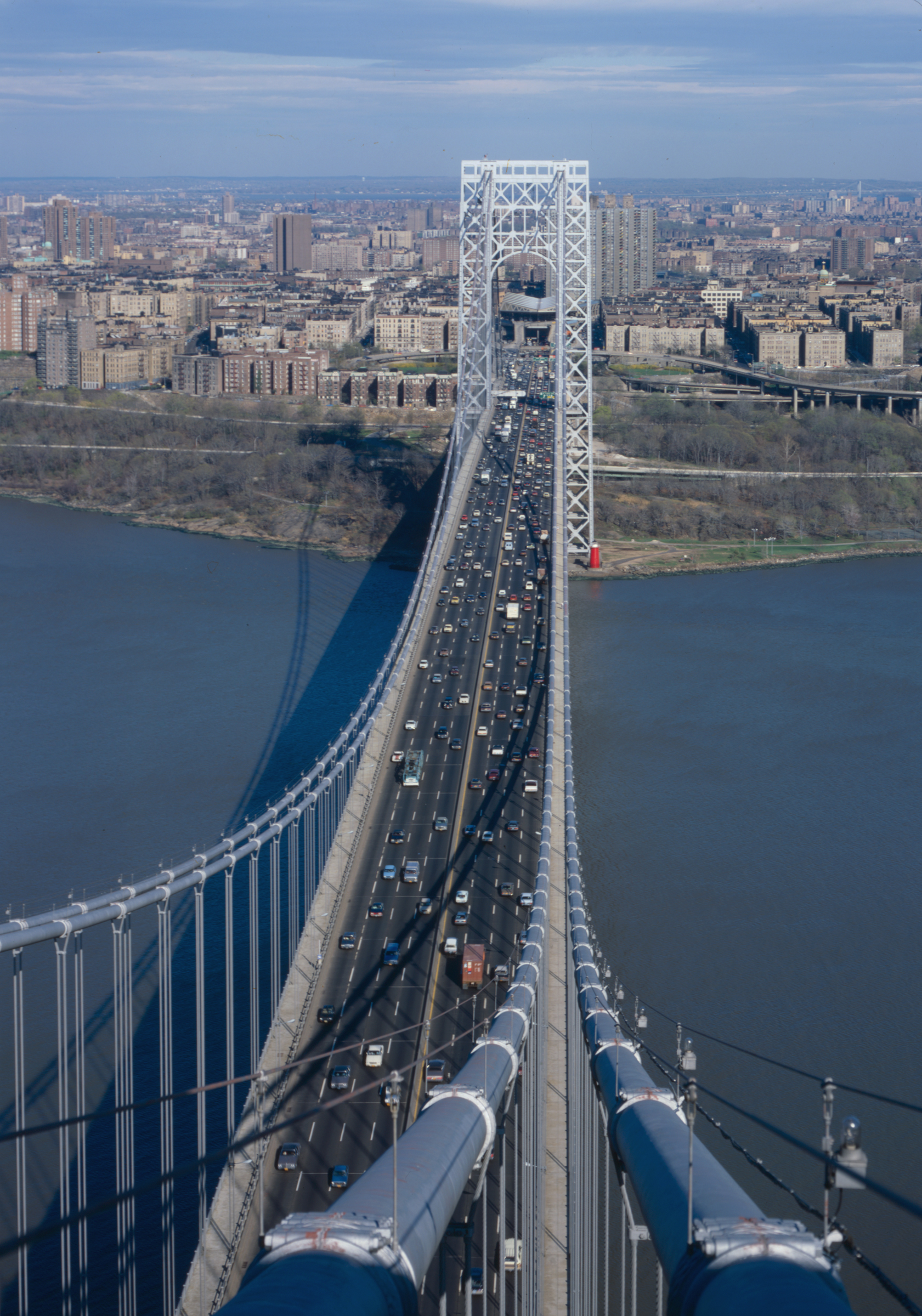
Мост в 1978 году.
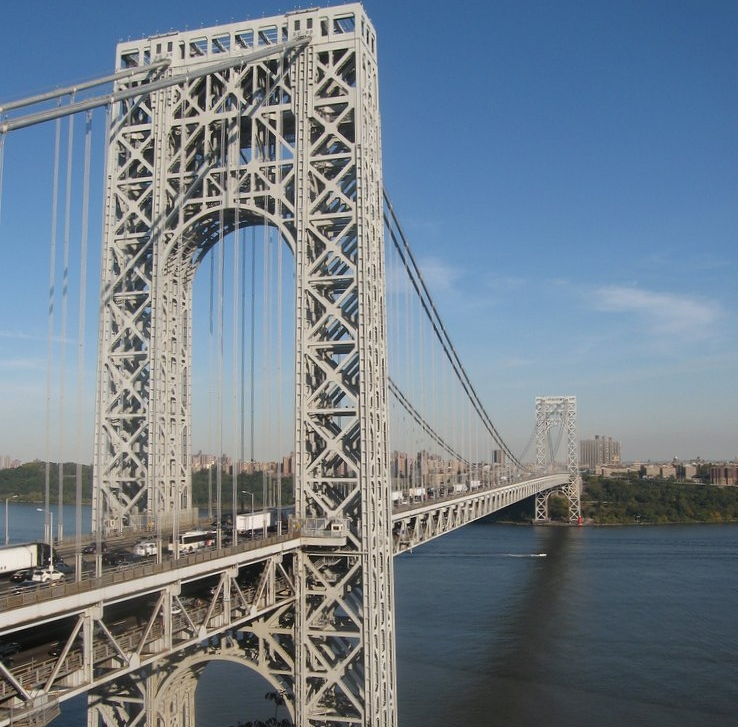
Один из пилонов моста, 2008 год.
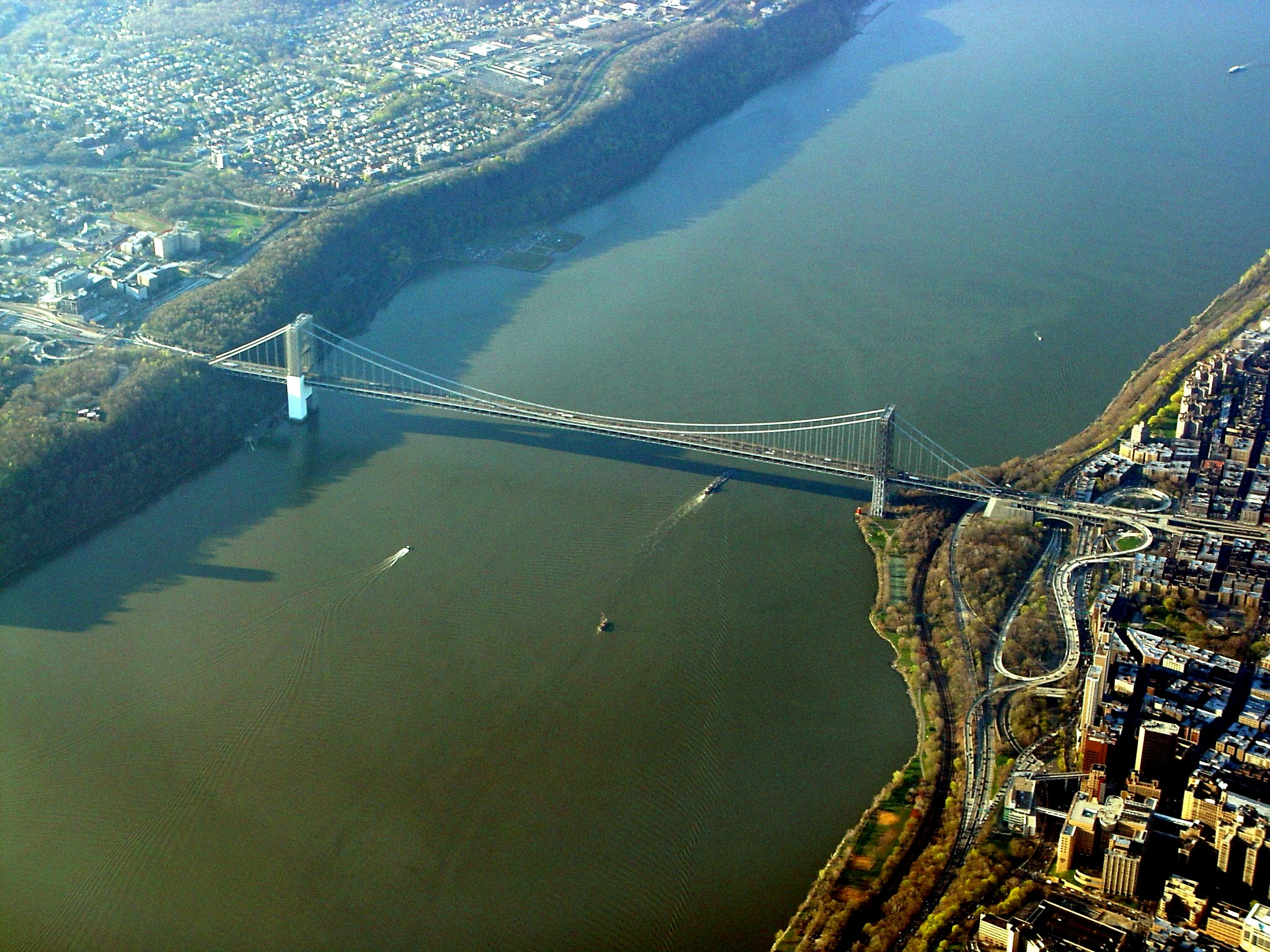
Аэрофотоснимок моста, 2003 год.
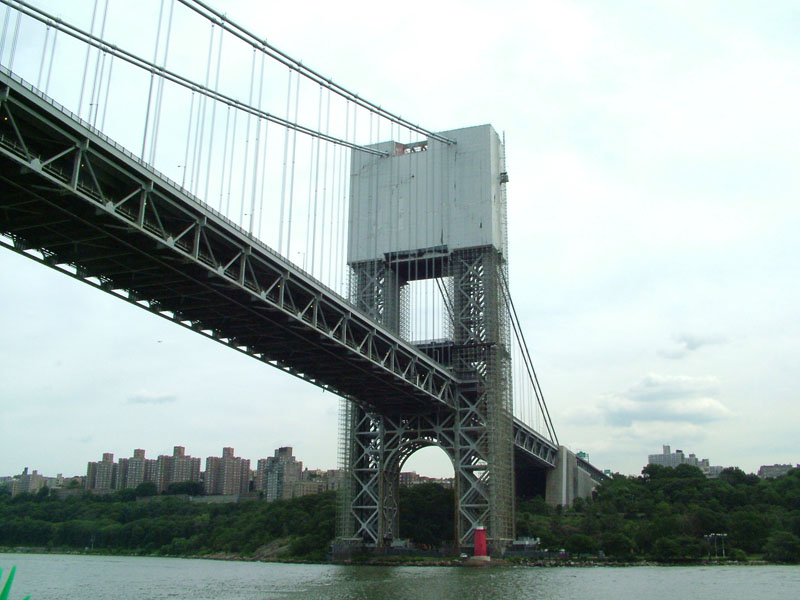
Мост во время реконструкции, 2005 год.
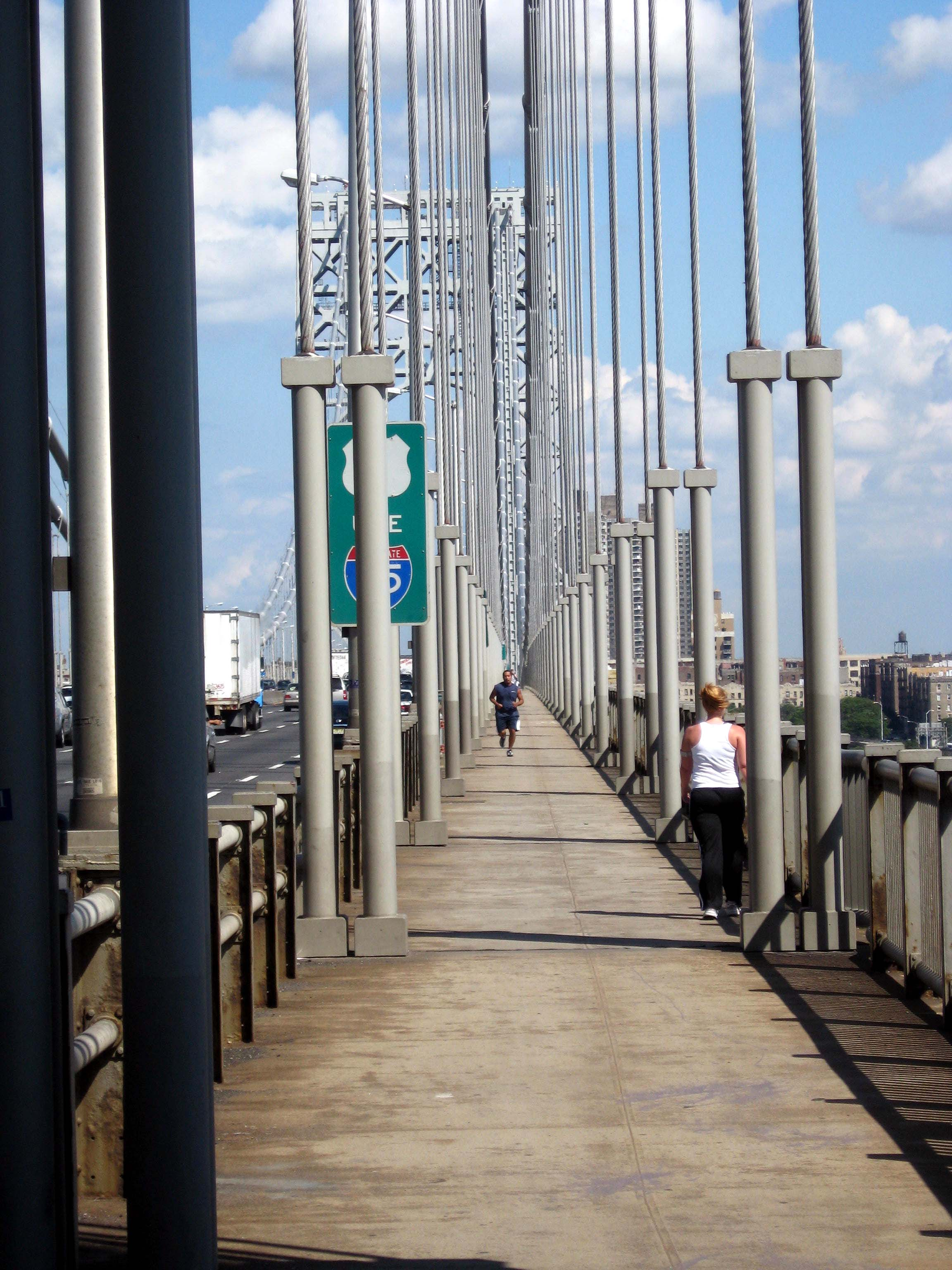
Прогулочные тротуары на мосту, видны крепления тросов. 2008 год.
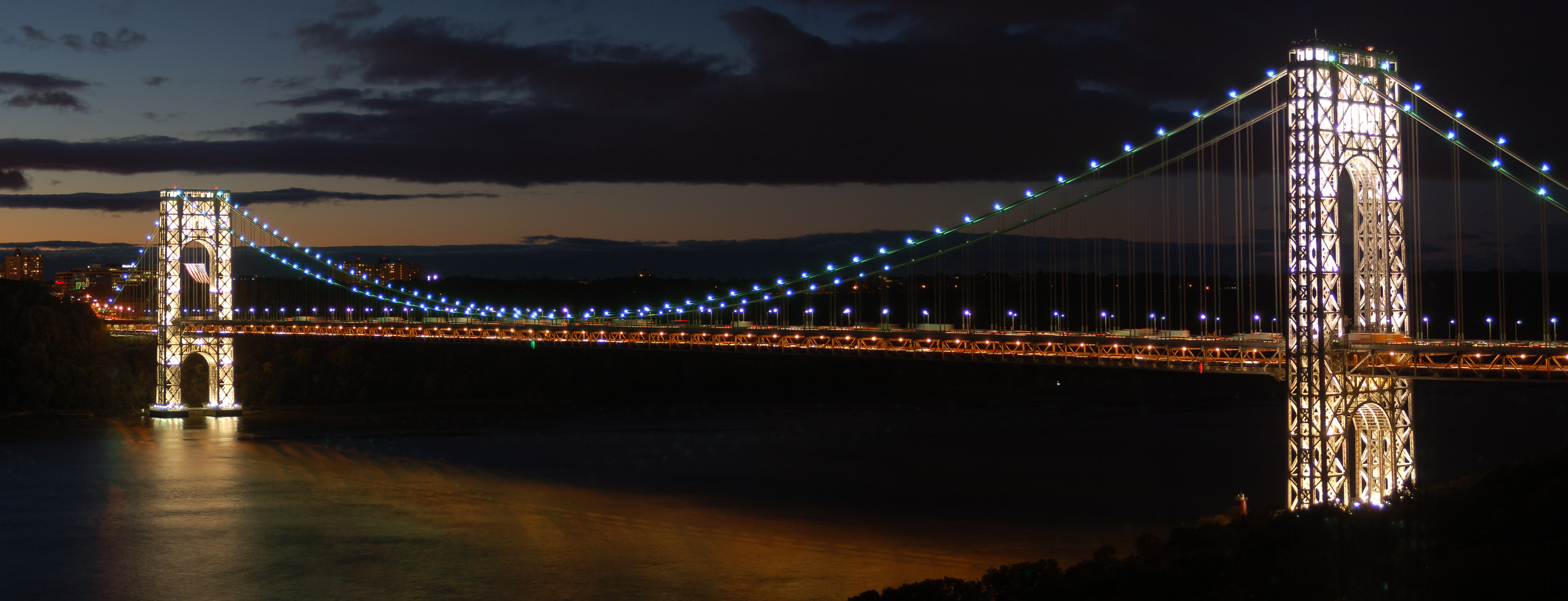
Мост ночью. 2007 год.
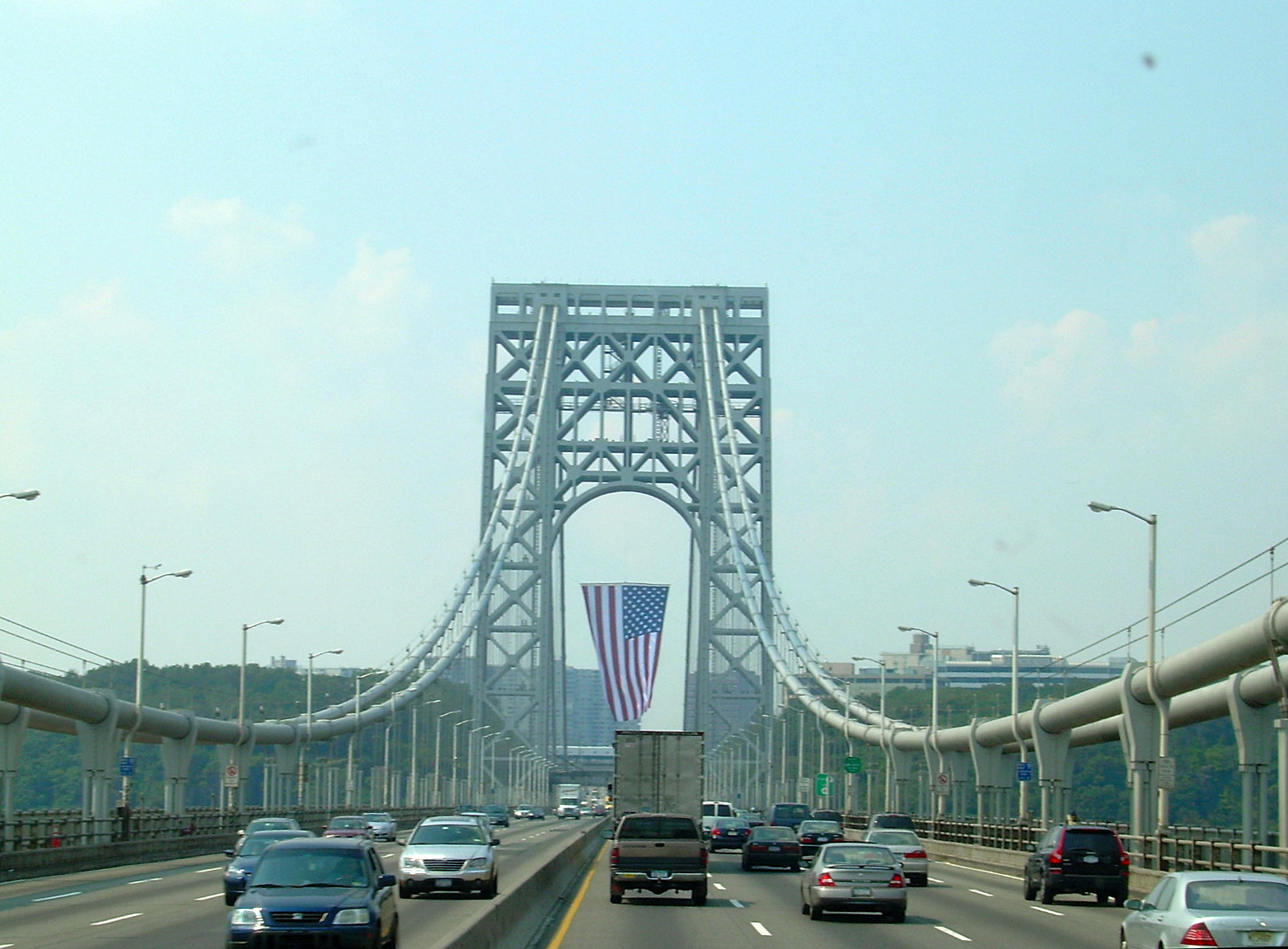
Вид на пилон моста с дорожного покрытия. 2006 год.